# ラグビーフランス代表
ラグビーフランス代表 (フランス語: Équipe de France de rugby à XV) は、フランスラグビー連盟によるラグビーユニオンのナショナルチームである。愛称はレ・ブル (Les Bleus)及びキャンズ・ドゥ・フランス(XV de France)である。

## 概要
ホームスタジアムはパリ北郊のサン＝ドニにあるスタッド・ド・フランス、練習場はパリ南郊のフランス国立ラグビーセンターである。
ランニングとパスプレーを得意として、次々とフォローが湧き出しパスがつながるところから「シャンパンラグビー」と称される。
南アフリカ・ニュージーランド・オーストラリアの南半球3強全てから10勝以上を挙げているのは（当事者を除くと）フランスのみである。

## 歴史
最初のテストマッチは1906年1月1日のニュージーランド戦。8-38で敗れる。
1910年よりファイブ・ネイションズ（後のシックス・ネイションズ）に加入。
1932年、フランス国内のラグビー人気の過熱によりクラブ同士の選手の金銭による引き抜きが相次ぎ、プロ化の問題からファイブ・ネイションズから除外される。
第二次世界大戦後の1947年に復帰し、現在に至る。締め出された当時にIRBに対抗するために国際アマチュア・ラグビー連盟（現在のラグビーヨーロッパ）を設立した。
2010年のシックス・ネイションズではグランドスラムを達成し、フランスのシックス・ネイションズ（当時はファイブ・ネイションズ）加盟100周年に花を添えた。2020年のシックス・ネイションズではスコットランド以外の4カ国に勝利を挙げるも、得失点差でイングランド (共に勝ち点18)を上回れず準優勝となった。
2022年のシックス・ネイションズで、10回目のグランドスラムを達成した。同年の日本遠征後、7月にチーム史上初めて世界ランキング1位になった。 秋のテストマッチでも連勝し、暦年のすべての試合に勝利したのは、2013年のオールブラックス以来となる。
2023年のラグビーワールドカップでは、開催国となったが、ベスト8に終わる。

## 成績

### ラグビーワールドカップ
W杯では1987年・1999年・2011年 の準優勝が最高。自国開催の2007年大会は4位、2023年大会はベスト8で敗退した。
- 1987年 - 準優勝
- 1991年 - ベスト8
- 1995年 - 3位
- 1999年 - 準優勝
- 2003年 - 4位
- 2007年 - 4位（フランス大会）
- 2011年 - 準優勝
- 2015年 - ベスト8
- 2019年 - ベスト8
- 2023年 - ベスト8（フランス大会）
- 2027年 - 出場権獲得

### シックス・ネイションズ
2025年3月16日現在
|                                                                   | · イングランド   | · アイルランド   | · スコットランド   | · ウェールズ   | · フランス   | · イタリア   |
| ----------------------------------------------------------------- | ---------------- | ---------------- | ------------------ | -------------- | ------------ | ------------ |
| 試合数                                                            | 135              | 137              | 137                | 137            | 102          | 32           |
| 単独優勝（カッコ内は同時優勝）回数                                |                  |                  |                    |                |              |              |
|                                                                   | イングランドの旗 | アイルランドの旗 | スコットランドの旗 | ウェールズの旗 | フランスの旗 | イタリアの旗 |
| ホーム・ネイションズ時代                                          | 5 (4)            | 4 (4)            | 10 (3)             | 7 (4)          | 該当せず     | 該当せず     |
| ファイブ・ネイションズ時代                                        | 17 (6)           | 6 (5)            | 5 (6)              | 15 (8)         | 12 (8)       | 該当せず     |
| シックス・ネイションズ (現在)                                     | 7                | 6                | 0                  | 6              | 7            | 0            |
| 合計                                                              | 29 (10)          | 16 (9)           | 15 (9)             | 28 (12)        | 19 (8)       | 0 (0)        |
| グランドスラム（全勝優勝）回数                                    |                  |                  |                    |                |              |              |
|                                                                   | イングランドの旗 | アイルランドの旗 | スコットランドの旗 | ウェールズの旗 | フランスの旗 | イタリアの旗 |
| ホーム・ネイションズ時代                                          | 0                | 0                | 0                  | 2              | 該当せず     | 該当せず     |
| ファイブ・ネイションズ時代                                        | 11               | 1                | 3                  | 6              | 6            | 該当せず     |
| シックス・ネイションズ (現在)                                     | 2                | 3                | 0                  | 4              | 4            | 0            |
| 合計                                                              | 14               | 4                | 3                  | 12             | 10           | 0            |
| トリプルクラウン（ホーム・ネーションズ（英4か国）内での全勝）回数 |                  |                  |                    |                |              |              |
|                                                                   | イングランドの旗 | アイルランドの旗 | スコットランドの旗 | ウェールズの旗 | フランスの旗 | イタリアの旗 |
| ホーム・ネイションズ時代                                          | 5                | 2                | 7                  | 6              | 該当せず     | 該当せず     |
| ファイブ・ネイションズ時代                                        | 16               | 4                | 3                  | 11             | 該当せず     | 該当せず     |
| シックス・ネイションズ (現在)                                     | 5                | 8                | 0                  | 5              | 該当せず     | 該当せず     |
| 合計                                                              | 26               | 14               | 10                 | 22             | 該当せず     | 該当せず     |
| ウドゥン・スプーン（最下位チーム賞）回数                          |                  |                  |                    |                |              |              |
|                                                                   | イングランドの旗 | アイルランドの旗 | スコットランドの旗 | ウェールズの旗 | フランスの旗 | イタリアの旗 |
| ホーム・ネイションズ時代                                          | 7                | 10               | 5                  | 6              | 該当せず     | 該当せず     |
| ファイブ・ネイションズ時代                                        | 10               | 15               | 15                 | 10             | 12           | 該当せず     |
| シックス・ネイションズ (現在)                                     | 0                | 0                | 4                  | 3              | 1            | 18           |
| 合計                                                              | 17               | 25               | 24                 | 19             | 13           | 18           |

## 選手

### 現在の代表
フランス代表スコッド
- ヘッドコーチ :  ファビアン・ガルティエ
- キャプテン : ガエル・フィクー

| 選手                                     | ポジション     | 誕生日 (年齢)          | キャップ | チーム             |
| ---------------------------------------- | -------------- | ---------------------- | -------- | ------------------ |
| ガエタン・バルロ                         | フッカー       | 1997年4月13日（28歳）  | 9        | カストル           |
| ピエール・ブルガリ                       | フッカー       | 1997年9月12日（27歳）  | 14       | ラ・ロシェル       |
| ギヨーム・マルシャン                     | フッカー       | 1998年6月5日（27歳）   | 0        | リヨンOU           |
| デンバ・バンバ                           | プロップ       | 1998年3月17日（27歳）  | 28       | ラシン92           |
| ジョルジ・ベリア                         | プロップ       | 1999年11月11日（25歳） | 0        | USAペルピニャン    |
| ジョルジュ＝アンリ・コロンブ             | プロップ       | 1998年4月9日（27歳）   | 9        | トゥールーズ       |
| バティスト・エルドシオ                   | プロップ       | 2000年3月13日（25歳）  | 0        | モンペリエ         |
| ポール・マレ                             | プロップ       | 2001年1月24日（24歳）  | 0        | プロヴァンス       |
| レジス・モンターニュ                     | プロップ       | 2000年9月30日（24歳）  | 0        | クレルモン         |
| ラバー・スリマニ                         | プロップ       | 1989年10月18日（35歳） | 57       | レンスター         |
| ウーゴ・オラドゥ                         | ロック         | 2003年7月20日（22歳）  | 5        | ポー               |
| ジョシュア・ブレナン                     | ロック         | 2001年11月28日（23歳） | 0        | トゥールーズ       |
| タイラー・デュギッド                     | ロック         | 2000年10月17日（24歳） | 0        | モンペリエ         |
| ミケール・ギヤール                       | ロック         | 2000年12月10日（24歳） | 10       | リヨンOU           |
| マティアス・アラガウ                     | ロック         | 2001年8月15日（23歳）  | 0        | RCトゥーロン       |
| ロマン・タオフィフェヌア                 | ロック         | 1990年9月14日（34歳）  | 54       | リヨンOU           |
| キャメロン・ウォキ                       | ロック         | 1998年11月7日（26歳）  | 30       | ラシン92           |
| エステバン・アバディ                     | バックロー     | 1997年2月1日（28歳）   | 1        | RCトゥーロン       |
| ピエール・ボシャトン                     | バックロー     | 2001年4月17日（24歳）  | 0        | ボルドー・ベグル   |
| アレクサンドル・フィッシャー             | バックロー     | 1998年1月19日（27歳）  | 1        | クレルモン         |
| キリアン・ティクセロン                   | バックロー     | 2002年1月22日（23歳）  | 1        | クレルモン         |
| ヤコブス・ファン・トンデル               | バックロー     | 1998年3月3日（27歳）   | 0        | USAペルピニャン    |
| バスティアン・ヴェルニュ＝タイユフェール | バックロー     | 1997年6月13日（28歳）  | 0        | ボルドー・ベグル   |
| テオ・ウィリアム                         | バックロー     | 2000年7月4日（25歳）   | 0        | リヨンOU           |
| ティボー・ドバニャ                       | スクラムハーフ | 1994年5月20日（31歳）  | 0        | ポー               |
| バティスト・ジョーノー                   | スクラムハーフ | 2003年11月17日（21歳） | 1        | クレルモン         |
| ノラン・ル・ガレック                     | スクラムハーフ | 2002年5月14日（23歳）  | 10       | ラシン92           |
| レオ・ベルドゥ                           | フライハーフ   | 1998年6月13日（27歳）  | 0        | リヨンOU           |
| アントワーヌ・アストイ                   | フライハーフ   | 1997年6月4日（28歳）   | 7        | ラ・ロシェル       |
| ジョリス・スゴン                         | フライハーフ   | 1997年4月6日（28歳）   | 0        | バイヨンヌ         |
| ピエール＝ルイ・バラシ                   | センター       | 1998年4月22日（27歳）  | 7        | トゥールーズ       |
| レオン・ダリカレール                     | センター       | 2004年6月4日（21歳）   | 0        | クレルモン         |
| ニコラ・デポルテール                     | センター       | 2003年1月13日（22歳）  | 2        | ボルドー・ベグル   |
| アリヴェレティ・ドゥギヴァル             | センター       | 1997年7月21日（28歳）  | 0        | USAペルピニャン    |
| ガエル・フィクー ()                      | センター       | 1994年3月26日（31歳）  | 94       | ラシン92           |
| エミリアン・ガイエトン                   | センター       | 2003年7月13日（22歳）  | 7        | ポー               |
| テオ・ミエ                               | センター       | 1997年7月8日（28歳）   | 0        | リヨンOU           |
| テオ・アティソグベ                       | ウイング       | 2004年11月19日（20歳） | 5        | ポー               |
| ギャビン・ヴィリエール                   | ウイング       | 1995年12月13日（29歳） | 18       | RCトゥーロン       |
| レオ・バレ                               | フルバック     | 2002年8月20日（22歳）  | 7        | スタッド・フランセ |
| トム・スプリング                         | フルバック     | 2002年9月26日（22歳）  | 0        | バイヨンヌ         |
| シェイク・ティベルギアン                 | フルバック     | 2000年1月8日（25歳）   | 0        | バイヨンヌ         |

※所属、 キャップ数(Cap)は2025年7月4日現在

## ワールドラグビー男子ランキング
| ワールドラグビー男子ランキング 上位30チーム（2025年8月11日時点） | ワールドラグビー男子ランキング 上位30チーム（2025年8月11日時点） | ワールドラグビー男子ランキング 上位30チーム（2025年8月11日時点） | ワールドラグビー男子ランキング 上位30チーム（2025年8月11日時点） |
| 順位                                                             | 変動*                                                            | チーム                                                           | ポイント                                                         |
| ---------------------------------------------------------------- | ---------------------------------------------------------------- | ---------------------------------------------------------------- | ---------------------------------------------------------------- |
| 1                                                                | 増減なし                                                         | 南アフリカ共和国                                                 | 092.78                                                           |
| 2                                                                | 増減なし                                                         | ニュージーランド                                                 | 092.06                                                           |
| 3                                                                | 増減なし                                                         | アイルランド                                                     | 089.83                                                           |
| 4                                                                | 増減なし                                                         | フランス                                                         | 087.82                                                           |
| 5                                                                | 増減なし                                                         | イングランド                                                     | 087.64                                                           |
| 6                                                                | 増減なし                                                         | オーストラリア                                                   | 082.08                                                           |
| 7                                                                | 増減なし                                                         | アルゼンチン                                                     | 082.05                                                           |
| 8                                                                | 増減なし                                                         | スコットランド                                                   | 081.57                                                           |
| 9                                                                | 増減なし                                                         | フィジー                                                         | 080.50                                                           |
| 10                                                               | 増減なし                                                         | イタリア                                                         | 077.77                                                           |
| 11                                                               | 増減なし                                                         | ジョージア                                                       | 074.69                                                           |
| 12                                                               | 増減なし                                                         | ウェールズ                                                       | 074.05                                                           |
| 13                                                               | 増減なし                                                         | サモア                                                           | 072.48                                                           |
| 14                                                               | 増減なし                                                         | 日本                                                             | 072.29                                                           |
| 15                                                               | 増減なし                                                         | スペイン                                                         | 069.12                                                           |
| 16                                                               | 増減なし                                                         | アメリカ合衆国                                                   | 068.45                                                           |
| 17                                                               | 増減なし                                                         | ウルグアイ                                                       | 067.52                                                           |
| 18                                                               | 増減なし                                                         | ポルトガル                                                       | 066.44                                                           |
| 19                                                               | 増減なし                                                         | トンガ                                                           | 065.46                                                           |
| 20                                                               | 増減なし                                                         | チリ                                                             | 063.83                                                           |
| 21                                                               | 増減なし                                                         | ルーマニア                                                       | 062.67                                                           |
| 22                                                               | 増減なし                                                         | ベルギー                                                         | 061.20                                                           |
| 23                                                               | 増減なし                                                         | 香港                                                             | 059.98                                                           |
| 24                                                               | 増減なし                                                         | ジンバブエ                                                       | 058.80                                                           |
| 25                                                               | 増減なし                                                         | カナダ                                                           | 057.75                                                           |
| 26                                                               | 増減なし                                                         | オランダ                                                         | 057.01                                                           |
| 27                                                               | 増減なし                                                         | ナミビア                                                         | 056.97                                                           |
| 28                                                               | 増減なし                                                         | ブラジル                                                         | 055.90                                                           |
| 29                                                               | 増減なし                                                         | スイス                                                           | 055.26                                                           |
| 30                                                               | 増減なし                                                         | ポーランド                                                       | 054.06                                                           |
| *前週からの変動                                                  |                                                                  |                                                                  |                                                                  |
| フランスのランキングの推移                                       |                                                                  |                                                                  |                                                                  |
| 生のグラフデータを参照/編集してください.                         |                                                                  |                                                                  |                                                                  |
| 出典: ワールドラグビー 推移グラフの最終更新: 2025年8月11日       |                                                                  |                                                                  |                                                                  |
|                                                                  | 現在、技術上の問題で一時的にグラフが表示されなくなっています。   |                                                                  |                                                                  |

ワールドラグビーが発表するデータにもとづく。
2022年7月11日、ワールドラグビーランキングで初めて1位になった。これは、フランスよりランク上位にいた南アフリカ共和国とニュージーランドがそれぞれ敗戦しポイントを大きく落とし、フランスは日本に対し2連勝でポイントを重ねたことによる。翌週には、2位アイルランドが強豪ニュージーランドを破って1位となり、フランスは2位に落ちた。

## 歴代代表選手
- ジャンバティスト・ラフォン
- ティエリ・ラクロワ
- ジャン＝ピエール・エリサルド
- ジャン＝ピエール・リーヴ
- フレデリック・ミシャラク
- フィリップ・セラ
- セルジュ・ブランコ
- ディミトゥリ・ヤシュヴィリ
- オリヴィエ・マニュ
- フィリップ・サンタンドレ
- トーマ・カスタニエード
- クリストフ・ラメゾン
- ファビアン・ガルティエ
- ラファエル・イバネス
- シルヴァン・マルコネ
- クリストフ・ドミニシ
- セバスチャン・シャバル
- リオネル・ナレ
- ティエリー・デュソトワール